# Православное епископское собрание Южной Америки
Православное епископское собрание Южной Америки — регулярные собрания всех канонических епископов Южной Америки. Учреждены в 2009 году решением IV Всеправославного предсоборного совещания в Шамбези с целью выявления и укрепления единства Православной Церкви, общего пастырского служения местной пастве и совместного свидетельства внешним.
С сентября 2018 года Московский патриархат в одностороннем порядке прекратил своё участие в епископском собрании.

## История
I Ассамблея (16—18 апреля 2010 года, Сан-Паулу, Бразилия)
Первая Ассамблея прошла в епархиальной штаб-квартире Сан-Паульской митрополии (Антиохийский патриархат) в Сан-Паулу. На собрании присутствовали десять иерархов, представлявших Константинопольскую, Антиохийскую, Русскую и Румынскую поместные православные Церкви. Двое епископов Бразильской епархии Польской Православной Церкви не были приглашены на заседание вследствие отсутствия у организаторов достоверных сведений о Польской юрисдикции в регионе.
Собрание учредило исполнительный комитет из пяти членов:
- Афинагор (Анастасиадис), митрополит Мексиканский Константинопольского Патриархата, председатель
- Антоний Шедрауи, митрополит Мексиканский Антиохийского Патриархата, 1-й вице-председатель
- Игнатий (Пологрудов), митрополит Аргентинский Московского Патриархата, 2-й вице-председатель
- Силуан (Муса), митрополит Буэнос-Айресский Антиохийского Патриархата, секретарь
- Тарасий (Антонопулос), митрополит Буэнос-Айресский Константинопольского Патриархата, участник комитета

II Ассамблея (2—4 ноября 2011 года, Буэнос-Айрес, Аргентина)
Заседание проходило под председательством митрополита Центральной Америки, Карибского бассейна, Колумбии и Венесуэлы Афинагора (Анастасиадиса) (Константинопольский Патриархат). Также присутствовали митрополит Буэнос-Айресский Тарасий (Антонопулос) и украинский архиепископ Иеремия (представители Константинопольского Патриархата), митрополит Аргентинский и Южно-Американский Платон (Удовенко) и епископ Каракасский и Южно-Американский Иоанн (Берзинь) (представители Московского Патриархата), митрополит Черногорский и Приморский Амфилохий (Радович) (администратор новоучреждённой епархии Южной и Центральной Америки Сербского Патриархата) и архиепископ Рио-де-Жанейрский и Олинда-Ресифийский Хризостом (Польская Православная Церковь). Иерархи Антиохийского Патриархата не присутствовали, так как в это время принимали участие в заседании Синода в Баламанде, Ливан. Ассамблеей учреждены четыре комитета, которые будут заниматься каноническими и литургическими вопросами, созданием внутренних правил Ассамблеи и катехизацией. Кроме того, планируется создать список всех приходов, духовенства и православных организаций в Южной Америке.
III Ассамблея (6—7 ноября 2012 года, Каракас, Венесуэла)
6—7 ноября 2012 года в Каракасе (Венесуэла) состоялась III Ассамблея канонических епископов Южной Америки. В работе Ассамблеи приняли участие иерархи Константинопольской, Русской, Румынской и Польской Православных Церквей, осуществляющие своё служение в Южной Америке, а также представитель Сербской Церкви.
7 ноября по итогам собрания было принято решение о создании постоянных комитетов Ассамблеи — канонического, катехизации, переводов на испанский и португальский языки. Епископы Южной Америки поддержали инициативу архиепископа Юстиниана о создании наградного комитета и комитета по связям со средствами массовой информации.